# 조하만
조하만(趙夏晩, 1954년 3월 9일 ~ )은 대한민국의 공무원이다. 

## 학력
- 연세대학교 천문기상학 학사
- 연세대학교 대학원 천문기상학 석사
- 연세대학교 대학원 대기과학 박사

## 경력
- 2001.02 ~ 2002.08 : 인하대학교 겸임교수
- 2002.01 ~ 2003.05 : 기상청 예보국 총괄예보관
- 2003.05 ~ 2004.12 : 기상청 기획국 기획과장
- 2004.12 ~ 2007.01 : 강원지방기상청장
- 2008.01 ~ 2009.03 : 부산지방기상청장
- 2009.03 ~ 2010.03 : 국립기상연구소장
- 2010.03 ~ 2011.04 : 기상청 기획조정관
- 2011.04 ~ 2012.03 : 기상청 차장
- 2012.12 ~ 2015.02 : (재)한국기상기후아카데미 원장
- 2016.03 ~ 2018.02 :  조선대학교 객원교수

## 수상
- 1997년 : 대통령 표창
- 2009년 : 홍조근정훈장

| 전임 박광준 | 제6대 기상청 차장 2011년 4월 27일 ~ 2012년 3월 16일 | 후임 이일수 |